# Raphaël Guerreiro
Raphaël Adelino José Guerreiro ComM (phát âm tiếng Bồ Đào Nha: [ʁɐfɐˈɛl ɡɨˈʁɐjɾu]; sinh ngày 22 tháng 12 năm 1993) là một cầu thủ bóng đá chuyên nghiệp người Bồ Đào Nha hiện đang thi đấu cho câu lạc bộ Bundesliga Bayern München và đội tuyển bóng đá quốc gia Bồ Đào Nha. Vị trí sở trường của anh là hậu vệ trái, song anh cũng có thể thi đấu tốt ở vị trí tiền vệ cánh trái lẫn tiền vệ trung tâm.
Sinh ra ở Pháp, anh bắt đầu sự nghiệp tại Caen, ký hợp đồng vào năm 2013 với Lorient, nơi anh đã có trận ra mắt tại Ligue 1. Tháng 6 năm 2016, anh gia nhập Borussia Dortmund.
Guerreiro ra mắt cho đội tuyển U21 Bồ Đào Nha lần đầu tiên vào năm 2014. Anh là một trong những vị trí chính thức của đội hình tuyển Bồ Đào Nha tại Euro 2016, nơi anh giành chiến thắng cùng các đồng đội.

## Thống kê

### Câu lạc bộ
Tính đến 16 tháng 5 năm 2021
| Câu lạc bộ          | Mùa giải            | Giải đấu | Giải đấu | Cúp quốc gia | Cúp quốc gia | Cúp liên đoàn | Cúp liên đoàn | Châu Âu | Châu Âu | Tổng cộng | Tổng cộng |
| Câu lạc bộ          | Mùa giải            | Trận     | Bàn      | Trận         | Bàn          | Trận          | Bàn           | Trận    | Bàn     | Trận      | Bàn       |
| ------------------- | ------------------- | -------- | -------- | ------------ | ------------ | ------------- | ------------- | ------- | ------- | --------- | --------- |
| Caen                | 2012–13             | 38       | 1        | 1            | 0            | 2             | 0             | –       | –       | 41        | 1         |
| Lorient             | 2013–14             | 34       | 0        | 0            | 0            | 0             | 0             | –       | –       | 34        | 0         |
| Lorient             | 2014–15             | 34       | 7        | 1            | 0            | 1             | 0             | –       | –       | 36        | 7         |
| Lorient             | 2015–16             | 34       | 3        | 2            | 0            | 5             | 0             | –       | –       | 41        | 3         |
| Lorient             | Tổng cộng           | 102      | 10       | 3            | 0            | 6             | 0             | 0       | 0       | 111       | 10        |
| Borussia Dortmund   | 2016–17             | 24       | 6        | 5            | 0            | –             | –             | 6       | 1       | 35        | 7         |
| Borussia Dortmund   | 2017–18             | 9        | 1        | 2            | 0            | –             | –             | 4       | 1       | 15        | 2         |
| Borussia Dortmund   | 2018–19             | 23       | 2        | 3            | 0            | —             | —             | 6       | 4       | 32        | 6         |
| Borussia Dortmund   | 2019–20             | 29       | 8        | 0            | 0            | —             | —             | 8       | 0       | 38        | 8         |
| Borussia Dortmund   | 2020–21             | 27       | 5        | 5            | 0            | —             | —             | 8       | 1       | 40        | 6         |
| Borussia Dortmund   | Tổng cộng           | 112      | 22       | 15           | 0            | —             | —             | 32      | 7       | 160       | 29        |
| Tổng cộng sự nghiệp | Tổng cộng sự nghiệp | 307      | 37       | 19           | 0            | 8             | 0             | 32      | 7       | 367       | 44        |

### Quốc tế
Tính đến ngày 19 tháng 11 năm 2023
| Bồ Đào Nha | Bồ Đào Nha | Bồ Đào Nha |
| Năm        | Trận       | Bàn        |
| ---------- | ---------- | ---------- |
| 2014       | 2          | 1          |
| 2015       | 1          | 0          |
| 2016       | 13         | 1          |
| 2017       | 5          | 0          |
| 2018       | 9          | 0          |
| 2019       | 9          | 0          |
| 2020       | 6          | 0          |
| 2021       | 8          | 1          |
| 2022       | 8          | 1          |
| 2023       | 4          | 0          |
| Tổng cộng  | 65         | 4          |

### Bàn thắng quốc tế
Tính đến 6 tháng 12 năm 2022 (Portugal score listed first, score column indicates score after each Guerreiro goal)
| # | Ngày                 | Địa điểm                                  | Đối thủ   | Bàn thắng | Kết quả | Giải đấu       |
| - | -------------------- | ----------------------------------------- | --------- | --------- | ------- | -------------- |
| 1 | 18 tháng 11 năm 2014 | Old Trafford, Manchester, Anh             | Argentina | 1–0       | 1–0     | Giao hữu       |
| 2 | 29 tháng 5 năm 2016  | Sân vận động Dragão, Porto, Bồ Đào Nha    | Na Uy     | 2–0       | 3–0     | Giao hữu       |
| 3 | 15 tháng 6 năm 2021  | Puskás Aréna, Budapest, Hungary           | Hungary   | 1–0       | 3–0     | Euro 2020      |
| 4 | 6 tháng 12 năm 2022  | Sân vận động Lusail Iconic, Lusail, Qatar | Thụy Sĩ   | 4–0       | 6–1     | World Cup 2022 |

## Danh hiệu

### Câu lạc bộ
Borussia Dortmund
- DFB-Pokal: 2016–17, 2020–21
- DFL-Supercup: 2019

Bayern Munich
- Bundesliga: 2024–25[4]
- Franz Beckenbauer Supercup: 2025[5]

### Quốc tế
Bồ Đào Nha
- UEFA Euro: 2016
- UEFA Nations League: 2018–19
- Cúp Liên đoàn các châu lục: Hạng 3 2017[6]

### Cá nhân
- Giải vô địch U-21 bóng đá Châu Âu: Đội hình tiêu biểu
- Giải vô địch bóng đá châu Âu: Đội hình tiêu biểu: 2016[7]
- UEFA Champions League Breakthrough XI: 2016[8]
- Giải vô địch bóng đá các quốc gia châu Âu Đội hình tiêu biểu: 2019[9]

### Orders
- Commander of the Order of Merit[10]